# Алі Мабхут
Алі Мабхут (араб. علي_مبخوت, нар. 5 жовтня 1990, Абу-Дабі) — еміратський футболіст, нападник клубу «Аль-Джазіра» і національної збірної ОАЕ.

## Клубна кар'єра
Народився 5 жовтня 1990 року в місті Абу-Дабі. Вихованець футбольної школи клубу «Аль-Джазіра».
У дорослому футболі дебютував 2009 року виступами за основну команду клубу «Аль-Джазіра», кольори якої захищає й донині.

## Виступи за збірні
Протягом 2008–2012 років залучався до складу молодіжної збірної ОАЕ. На молодіжному рівні зіграв у 11 офіційних матчах.
Влітку 2012 року у складі олімпійської збірної ОАЕ кваліфікувався на Олімпійські ігри в Лондоні. На турнірі Мабхут зіграв усі три гри — проти Уругваю, Великої Британії та Сенегалу.
2012 року дебютував в офіційних матчах у складі національної збірної ОАЕ. Наступного року у складі збірної став переможцем Кубка націй Перської затоки, забивши на тому турнірі два голи.
У складі збірної був учасником кубка Азії 2015 року в Австралії, де в дебютному ж матчі проти збірної Катару зробив дубль і допоміг команді здобути перемогу.
За чотири роки, на домашньому для еміратців кубку Азії 2019, забив два голи на груповому етапі, один з голів своєї команди у переможному для його команди матчі 1/8 фіналу проти Киргизстану, а також єдиний і, відповідно, переможний гол у зустрічі зі збірною Австралії у чвертьфіналі.
Наразі провів у формі головної команди країни 78 матчів, забивши 48 голів.

## Титули і досягнення
- Чемпіон ОАЕ: 2010-11, 2016-17, 2020-21
- Володар Суперкубка ОАЕ: 2021
- Володар Кубка Президента ОАЕ: 2010-11, 2011-12, 2015-16

Збірні
- Переможець Кубка націй Перської затоки: 2013
- Бронзовий призер Кубка Азії: 2015